# ウルポ・ヘイアウ州立史跡

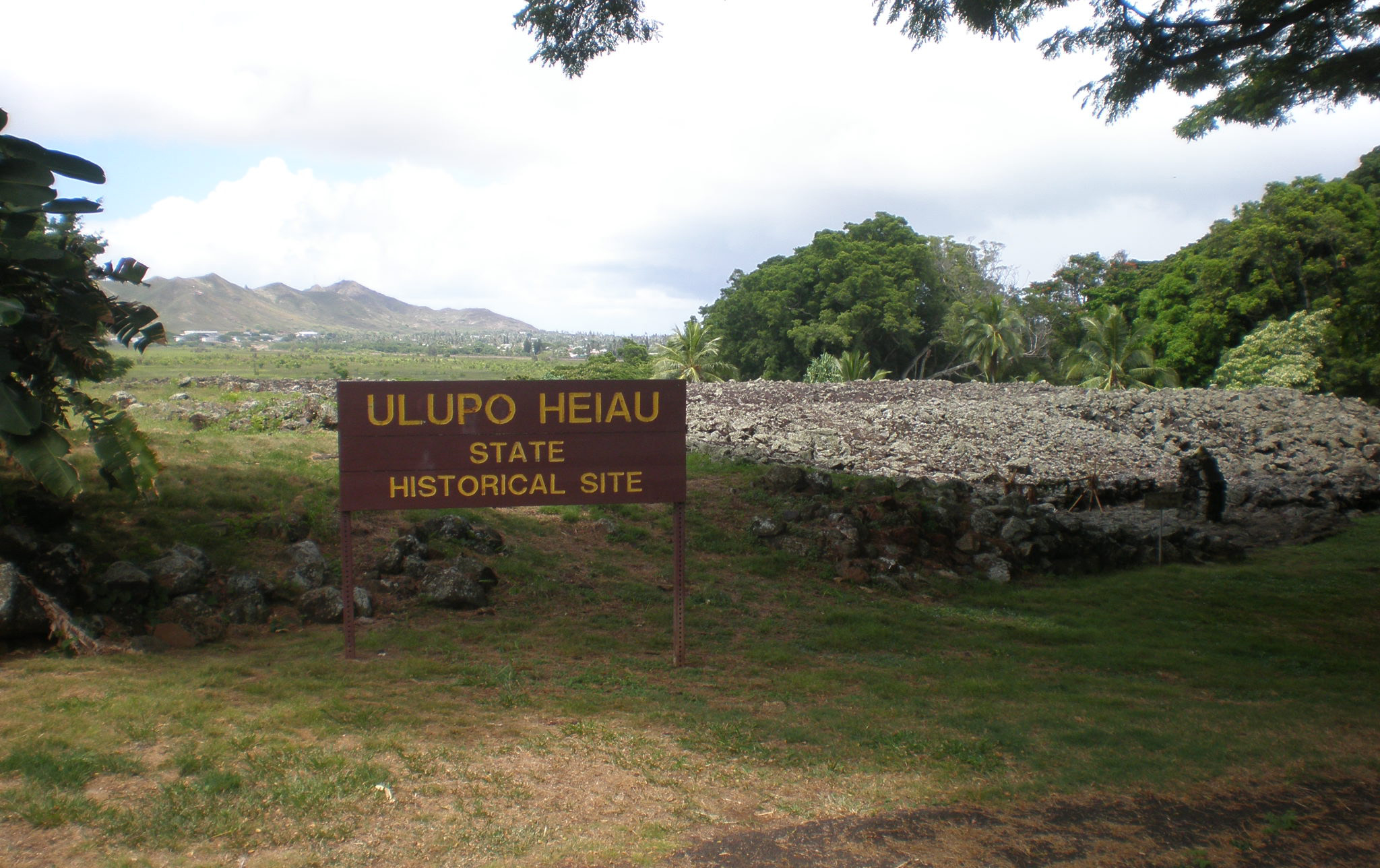
ウルポ・ヘイアウの標識と景観

ウルポ・ヘイアウ州立史跡（ウルポヘイアウしゅうりつしせき、英語: Ulupo Heiau State Historic Site）はアメリカ合衆国ハワイ州オアフ島東部のカイルア付近のカワイヌイ湿地にあり、ウルポ・ヘイアウを含む史跡である。メネフネ伝説にも関係があり、後に王族に関係して、1780年代のオアフ島の征服前にピークに達している。その後忘れられていたが、1956年にハワイ属州公園となり見直され、1960年代には復旧が行われて、1962年にはブロンズの立札も設置されて、1972年にアメリカ合衆国国家歴史登録財にも登録された。

## ウルポ・ヘイアウ
ここにあるウルポ・ヘイアウの石積みは、140フィートx180フィート（55メートル）、高さ30フィート（9.1メートル）ある。石は10マイル（16 km）の遠くから運んだものといわれて、メネフネが運んだという伝説がある。魚が豊富にいる400エーカー（1.6平方キロメートル）の大きな池の縁に建てられていて、そこは泉の水でタロイモ、サツマイモ、サトウキビなどが豊富に育っていた。そして、ここにルアキニ・ヘイアウが建てられた。

## 付近の歴史
海に面したカイルアは、豊富な海産物とタロイモなどの農産物で、コオラウポコ地区（North Koolaupoko）の政治的中心になり、北のワイアルア（Waialua）とオアフ島全体を支配する覇権を競った。1780年代にオアフ島を攻略したマウイ島の王もここに住み、また1795年にオアフ島を征服したカメハメハ大王もここに住んだ。後になって、1854年にカメハメハ3世が亡くなった時に妻のカラマ（Kalama）が相続したが、1917年にはハロルド・キャッスル（Harold Kainalu Long Castle）が買収してカネオヘ牧場（Kaneohe Ranch）にしたので、一体の景観が様変わりすることになる。

## 交通
オアフ島ホノルルのダウンタウンからハワイ州道61号線（Hawaii Route 61＝パリ・ハイウェイ）で、ヌウアヌパリ・ルックアウトのトンネルを超えて、カイルアへ向かい、カイルア・ロード上にある。

## 参照項目
- オアフ島東沿岸部

## 写真集

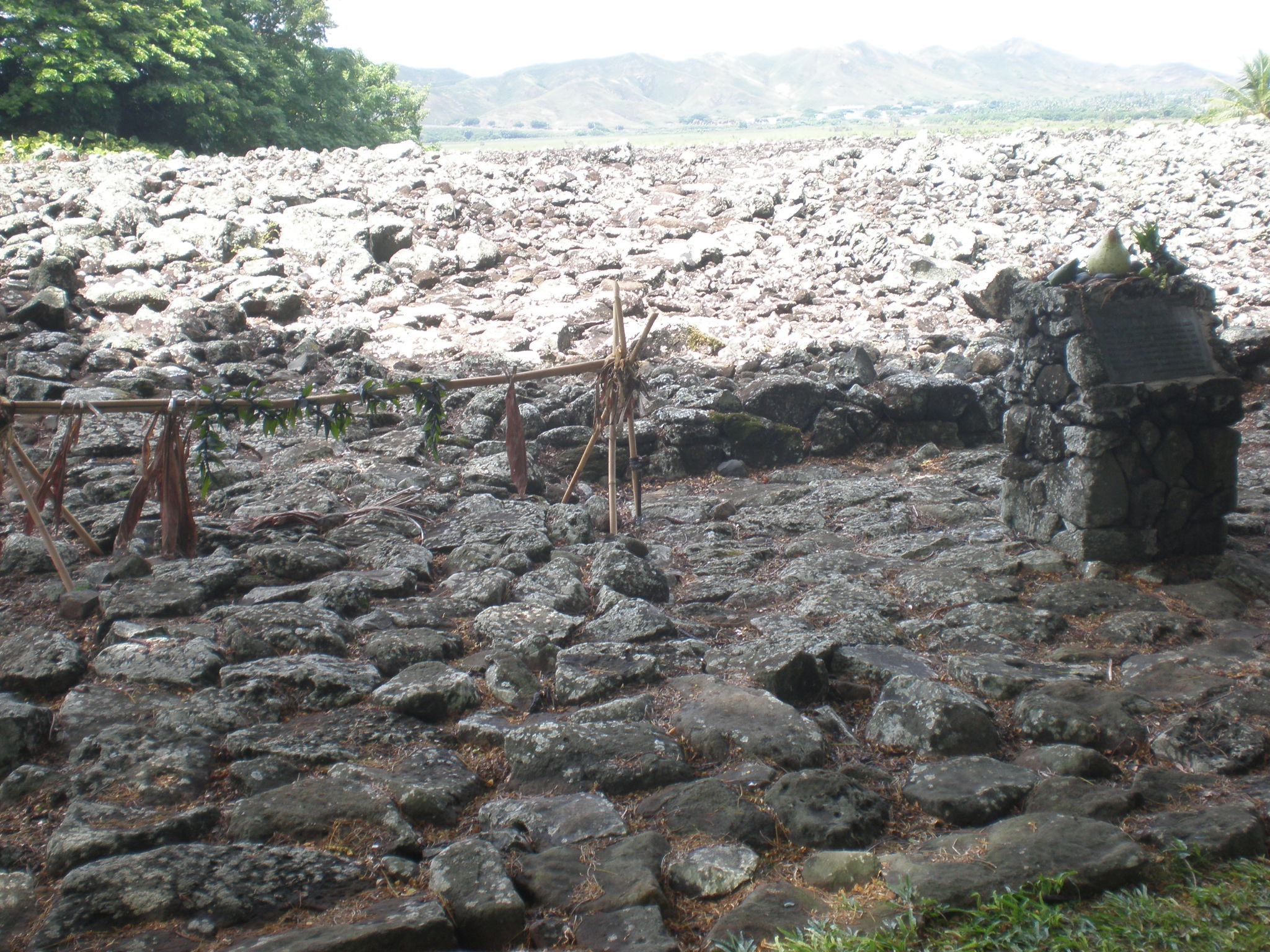
ウルポ・ヘイアウの祈祷台
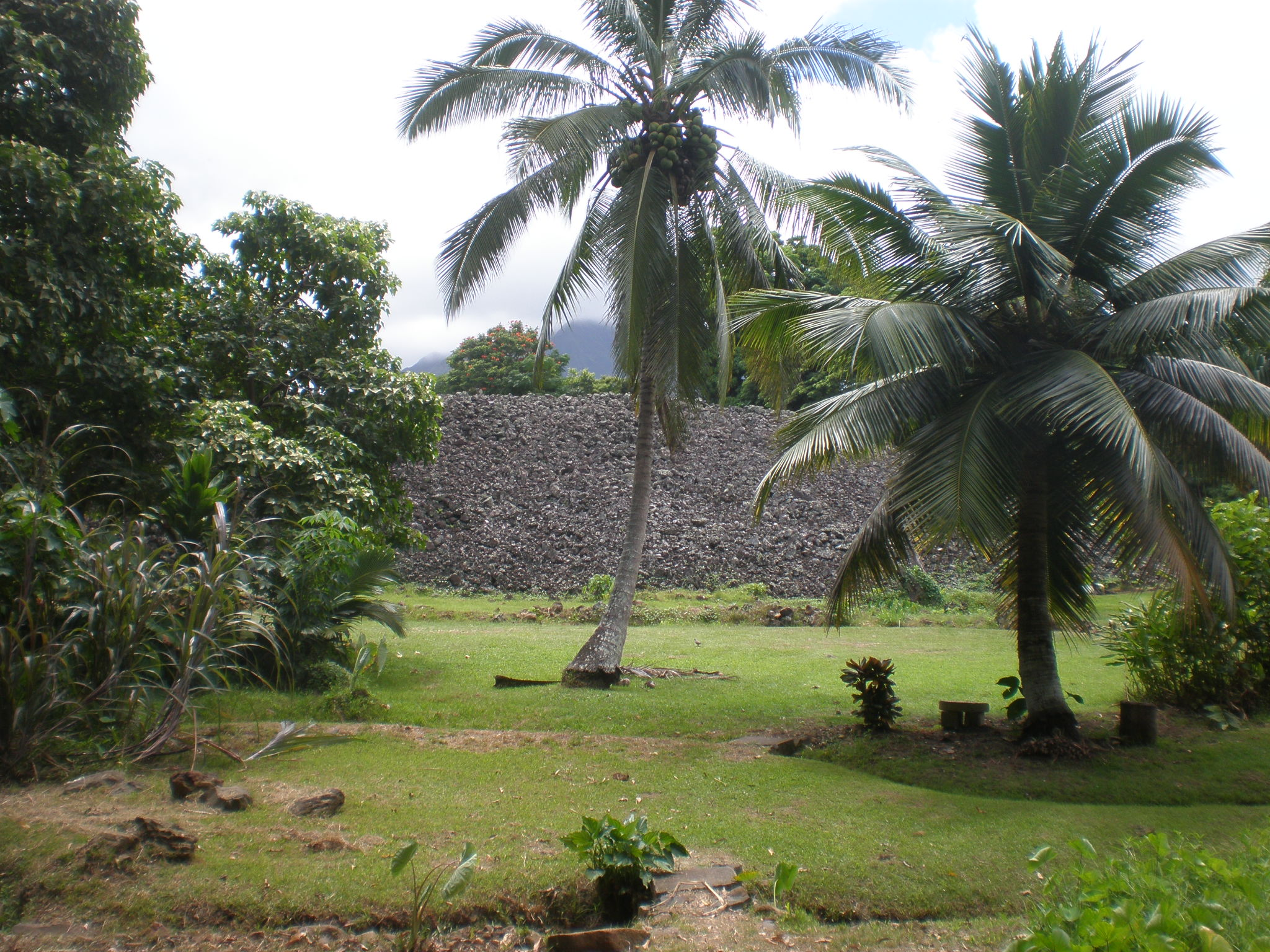
ウルポ・ヘイアウの儀式場
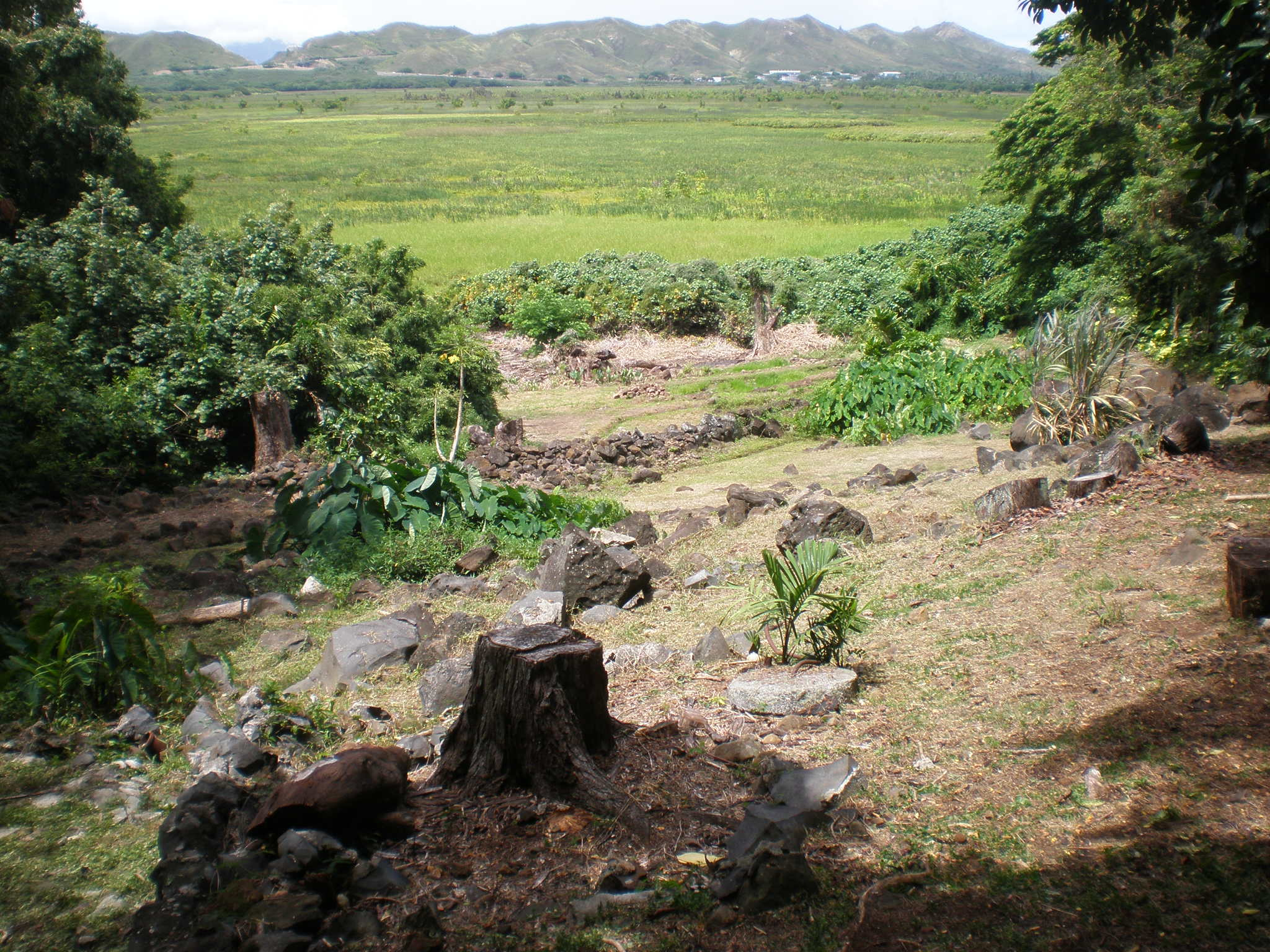
カワイヌイ湿地の景観
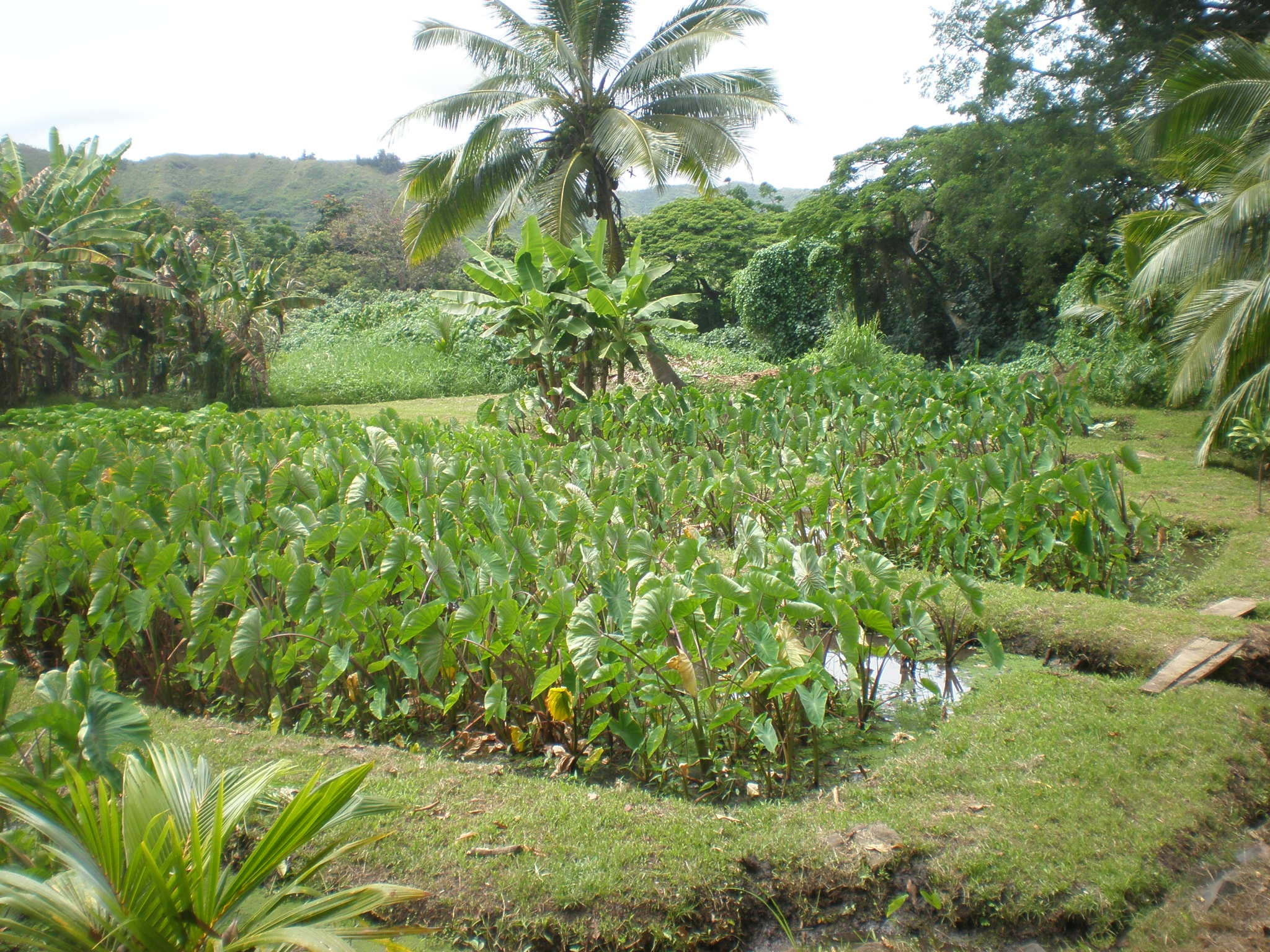
カロの田圃